# 29783 Sanjanarane
29783 Sanjanarane este un asteroid din centura principală de asteroizi.

## Descriere
29783 Sanjanarane este un asteroid din centura principală de asteroizi. A fost descoperit pe 10 februarie 1999 la Socorro, New Mexico, în cadrul proiectului LINEAR. Asteroidul prezintă o orbită caracterizată de o semiaxă mare de 2,43 ua, o excentricitate de 0,17 și o înclinație de 2,8° în raport cu ecliptica.